# 格雷戈里·斯普林格
格雷戈里·斯普林格（英語：Gregory Springer，1961年2月13日—），美国男子赛艇运动员。他曾代表美国参加1984年和1992年夏季奥林匹克运动会赛艇比赛，其中1984年奥运会获得一枚银牌。